# رينان فيرارو
رينان فيرارو (بالإنجليزية: Renan Ferraro)‏ ولد بتاريخ 22 يناير 1962 في ريو دي جانيرو، هو دراج برازيلي سابق. سبق أن شارك في دورة الألعاب الأولمبية الصيفية عام 1984.

## روابط خارجية
- رينان فيرارو على موقع أرشيف الدراجات (الإنجليزية)
- رينان فيرارو على موقع إحصائيات الدراجات الإحترافية (الإنجليزية)
- رينان فيرارو على موقع أوليمبيديا (الإنجليزية)